# Tinker (Pferd)
Tinker, Irish Tinker oder Gypsy Cob sind Bezeichnungen für Pferde der Rasse Irish Cob und weitere Pferde ähnlichen Typs, die jedoch nicht als Irish Cobs anerkannt werden. In den USA sind sie als Gypsy Vanner bekannt. Dabei handelt es sich um die ursprünglich als Arbeitstiere fahrender Kesselflicker (Tinker) in Großbritannien und Irland verwendeten Pferde, die in den 1990er Jahren in Mitteleuropa zu Modepferden avancierten. In Deutschland ist der Tinker eine von der FN anerkannte Rasse, bei der auch Irish Cobs eintragungsfähig sind. Tinker weisen Merkmale von Pony, Warmblutpferd und Kaltblutpferd auf, im Gesamtbild ist der Körperbau eines kaltblutgeprägten Zugpferdes vorherrschend.
Hintergrundinformationen zur Pferdebewertung und -zucht finden sich unter: Exterieur, Interieur und Pferdezucht.

## Exterieur

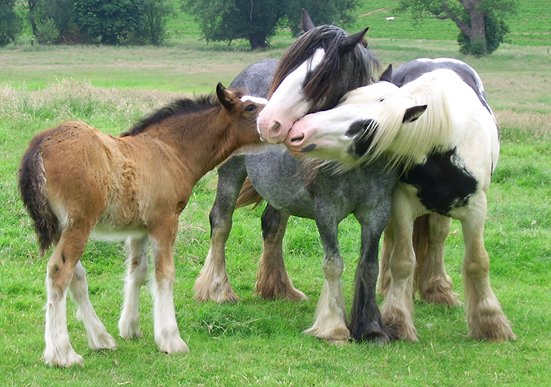
Tinker in unterschiedlichen Farben

Tinker sind kräftige Arbeitspferde mit eher gedrungenem, starkknochigem Körperbau. Ihr Erscheinungsbild ist wenig einheitlich; gemeinsame Merkmale sind der ausgeprägte Fesselbehang, das üppige Langhaar und die oft auftretenden Ramsköpfe, die aber in der Zucht nicht erwünscht sind. Auch die Farben sind sehr unterschiedlich, wobei Schecken häufiger und Isabellen nur selten vorkommen.
Irish Cobs werden als kleine, kompakte, muskulöse und gut proportionierte Pferde im Quadratformat von imposantem Aussehen beschrieben. Der kurze, gerade Rücken endet in einer gut bemuskelten, breiten Kruppe. Ihr gerader Kopf mit den großen Augen und der breiten Stirn soll aufrecht getragen werden. Ein kompakter, nicht zu kurzer und muskulöser Hals sowie kräftige Schultern sind erwünscht. Die Hufe sollen zumindest teilweise vom Behang bedeckt und groß genug sein, um das Gewicht des Irish Cobs ohne Überlastungserscheinungen zu tragen. Typische Fellfarben sind Rappen, Braune, Füchse, Schimmel und Stichelhaarige sowie Schecken, bei denen Weiß mit einer oder mehreren dieser Farben kombiniert ist. Irish Cobs, die eine weiße Zeichnung außerhalb der Beine, des Kopfes und des Unterbauches aufweisen, werden als Coloured bezeichnet; mit einer weißen Zeichnung am Unterbauch nennt man sie Splashed oder Blagdon.
Nach Zuchtstandard der Irish Cob Society ICS (s. u.) wird der Irish Cob in folgenden Sektionen gezüchtet:
- Sektion A: Pferd (Stockmaß 160 bis 170 cm)
- Sektion B: Kleinpferd (Stockmaß 149 bis 159 cm)
- Sektion C: Pony (Stockmaß 128 bis 148 cm)

Die Zuchtverbandsordnung der FN legt als Zuchtziel für die Rasse Tinker ein Stockmaß von ca. 135 bis 160 cm fest, größere Tiere werden als Irish Cob bezeichnet.
Irish Cob Part Breds können alle Farben und Größen aufweisen. Sie müssen allerdings nachweisbar mindestens 30 % Irish-Cob-Blut haben oder mindestens 60 % sichtbare Irish-Cob-Zuchtmerkmale zeigen.

## Interieur und Verwendung

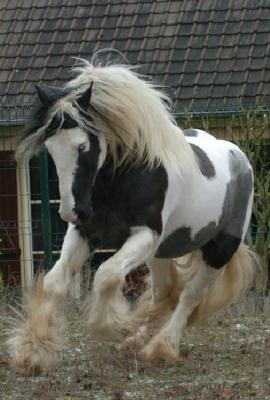
Tinker (Rappschecke) im Galopp

Tinker waren ursprünglich Zug- und Arbeitspferde der nichtsesshaften Bevölkerung, da höhere Gesellschaftsschichten häufig einfarbige Pferde bevorzugten. Tinker sind robust und leichtfuttrig und zeichnen sich durch einen ausgeglichenen Charakter, Intelligenz, Neugier sowie gelegentlich auch Sturheit aus. Aggressives Verhalten wird bei Irish Cobs nicht toleriert.
Als Spring- oder Dressurpferde für den Turniersport sind Tinker aufgrund ihres Körperbaus weniger geeignet; Versammlung fällt ihnen schwer. Da sie ursprünglich als Zugtiere und nicht als Reitpferde gezüchtet wurden, haben sie einen eher weichen Rücken und schlechte Rückenmuskulatur. Manchmal werden Tinker aufgrund ihrer imposanten Erscheinung als Gewichtsträger angeboten. In den meisten Fällen können sie jedoch nur 50 bis 60 kg tragen und benötigen eine gute Rückenschule. Ihre hohe Aufrichtung und schlechte Versammlungsfähigkeit trägt ihr Übriges dazu bei, dass viele Tinker zu Senkrücken oder Rückenschäden neigen. Mit regelmäßigem Rückentraining sind sie jedoch verlässliche Reitpferde und Partner. Sie sind ausdauernd im Schritt und Trab, haben schwungvolle, raumgreifende Bewegungsabläufe und ein oft überraschend gutes Galoppier- und Springvermögen. Tinker sind genügsame, verlässliche Pferde für Zug- und Reitzwecke und gelten als gute Therapiepferde.
Das Zuchtziel der Irish Cobs sind „Alleskönner“.

## Zuchtgeschichte
Im Ursprungsland der Tinker hatte sich das fahrende Volk (Traveller) nicht um die Rassezugehörigkeit seiner Pferde gekümmert. So wurden Dales-Ponys und Kaltblüter, wie Shire Horses oder Clydesdales, eingekreuzt. Den Travellern war neben dem üppigen Behang die Robustheit der Pferde, ihre Zugleistung und ihr Charakter wichtig. Außerdem widersprach es ihnen, Pferde registrieren oder eintragen zu lassen. Die Entstehungsgeschichte der Tinker scheint also jedem herkömmlichen Zuchtgedanken zu widersprechen, obwohl die historische Wahrheit in der Menge der Gerüchte und Geschichten schwer feststellbar ist. Die noch heute stark ausgeprägte Abneigung und Diskriminierung dem fahrenden Volk gegenüber übertrug sich auch auf dessen Pferde. Das Wort „Tinker“ oder „Tinker horse“ im Sprachgebrauch der Iren und Engländer beschreibt eher abwertend die Pferde und ihre Züchter. Warum der Name „Tinker“ in Verbindung mit diesen Pferden nach Deutschland und in die Niederlande kam, ist nicht sicher geklärt. Möglicherweise kauften ausländische Pferdehändler die gescheckten Pferde als „Tinker horses“ billig bei Pferdemetzgern in England. Die Traveller selbst gebrauchten je nach Region unterschiedliche Namen, beispielsweise Cob, Coloured Cob, Traveller Horse, Vanner oder Gipsyhorse. Einer der erfahrensten Pferdehändler Irlands, dessen Großvater Dan Connors schon einen der größten Travellerclans in Irland anführte, sagte in einem Interview, dass Anfang 1900 erstmals gezielt Schecken eingezüchtet wurden. Die ersten Schecken wurden von den Travellern „Magpies“, also Elstern, genannt. Es wird vermutet, dass die gezielte Einzüchtung einer Scheckung um das Jahr 1900 mit dem Verkauf einer größeren Herde gescheckter Trakehner nach Irland zusammenhängt.
Erst mit dem Aufkommen der Tinkermode in den 1990er Jahren wuchs auch in Irland wieder das Interesse an den Pferden, so dass die Gründung eines Zuchtverbands erforderlich wurde. 1998, also zu einem Zeitpunkt, als diese Pferde schon als Tinker in holländischen und deutschen Zuchtverbänden bewertet und eingetragen wurden, wurde die Irish Cob Society Ireland Ltd. (ICS) gegründet. Die Irish Cob Society Ireland Ltd. ist mittlerweile von der Europäischen Union als offizieller Zuchtverband für die Rasse Irish Cob eingetragen worden und ihr Zuchtbuch umfasst inzwischen über 4000 anerkannte sowie weitere 4000 nicht anerkannte Irish Cobs und Irish Cob Part Breds. Irish Cobs können außerhalb von Irland über den Europäischen Scheckenzuchtverband (ECHA) oder die Filialen der ICS Ireland Ltd. eingetragen werden, wobei sich das ECHA-Zuchtprogramm von dem der ICS unterscheidet.
Von der ICS Ireland Ltd. zur Einkreuzung zugelassen sind, sofern sie dem Irish-Cob-Zuchtstandard entsprechen, Irish Cob Part Bred, Irish Cob Crossbred, Irish Piebald and Skewbald, Skewbald and Piebald, Irish Sport Horse, Gypsy Cob, Coloured Horse und Tinker sowie Shire-, Clydesdale- und Welsh-Cob-Stuten, die unter 170 cm Stockmaß messen, dem Irish-Cob-Standard nahekommen und zum Irish-Cob-Zuchtprogramm beitragen. Besonders gute Irish Cobs können den Status einer Elitestute oder eines Elitehengstes erlangen.
Bis 2005 waren die Tinker in Deutschland keine eigene Rasse, sondern wurden als Rassetyp in unterschiedlichen Zuchtbüchern der Zuchtverbände geführt. Seit dem Jahr 2005 gilt für alle bei der FN zusammenarbeitenden Zuchtverbände ein einheitlicher Rassestandard für „Tinker“; Deutschland führt seither neben den Holländern ein „Ursprungszuchtbuch“ für Tinker. Will ein Zuchtverband in einem anderen Land Tinker züchten, muss er sich jeweils an die Vorgaben der FN oder Holland halten. Der Deutsche Pinto Zuchtverband e. V. (DPZV) hatte seit 2003 immer wieder versucht, einen gemeinsamen Standard zu erreichen. Trotz einiger Treffen auch mit der ICS aus Irland und den deutschen Zuchtverbänden konnte dieses Ziel bis heute nicht erreicht werden. Die größten Bestände der FN-anerkannten Tinker sind im Rheinischen Pferdestammbuch e. V., dem Bayerischen Zuchtverband für Kleinpferde und Spezialpferderassen e. V., dem Zuchtverband für deutsche Pferde (ZfdP) e. V. aufgeführt.

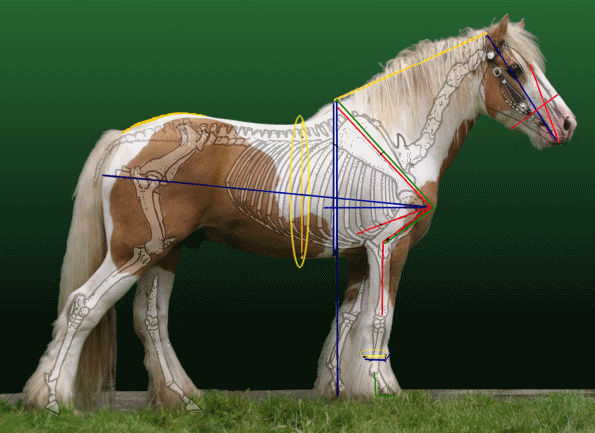
Diese Daten sollen in den nächsten Jahren von geschulten Vermessungsteams ermittelt werden.

Die THAICS e. V. in Deutschland setzt nun diese Bemühungen auf internationaler Ebene fort. Ziel dieses Vereins ist es, eine zunächst bundesweite und später einmal internationale, elektronische Datensammlung sowie den Datenaustausch zu gewährleisten. THAICS möchte aber auch in Zusammenarbeit mit der ICS in Irland Registrierungen und Eintragungen zuchtverbandsunabhängig ermöglichen. Mittels der gewonnenen Daten über die Tinker und Irish Cobs sollen viele offene Fragen über die genetische Diversität geklärt werden. Eine vergleichbare Forschungsarbeit wurde an der BOKU Wien in der Zeit vom 1. August 2002 bis 31. Juli 2005 durchgeführt.
Seit Jahrhunderten gibt es etablierte Tinkermärkte, die einmal im Jahr stattfinden. Die bekanntesten sind der seit 1685 jeweils Mitte Juni abgehaltene Markt in Appleby, England und der im Oktober stattfindende Markt in Ballinasloe, Irland. Der enorm gestiegene Export der letzten Jahre führte dazu, dass irische Tinker-Züchter zum Teil deutsche Nachzuchten mit viel Behang ankaufen, um den Eigenbedarf abzudecken.

## Fütterung
Auf Grund ihrer Herkunft und ihrer ursprünglichen Verwendung ist der Stoffwechsel der Tinker darauf optimiert worden, aus kargem Futter die maximale Energie zu gewinnen und gleichzeitig möglichst wenig Energie zu verbrauchen. Dadurch, dass der Nährstoffgehalt des Raufutters gestiegen ist (i. d. R. Weidelgras), ist kontinentaleuropäisches Raufutter schon oft als Kraftfutter für die Tinker zu betrachten.
Tinker reagieren im Verhältnis zu anderen Pferderassen besonders auf leichtverdauliche Kohlenhydrate, also Stärke und Zucker (Getreide, Melasse, Trester, Saftfutter). Sie haben die Neigung dazu, auf zu viel Zucker mit Lympheinlagerungen zu reagieren und dadurch dicker zu wirken als sie tatsächlich sind.

## Belege
1. ↑  Rassebeschreibung der Tinker Horse and Irish Cob Society Germany e. V.
2. ↑  Jörg Hesser: Große und kleine Kaltblutpferde richtig halten und füttern. Hrsg.: Hans J. Schmidtke. Spezial Pferdefütterung. Crystal Verlag GmbH, 2016, ISBN 978-3-95847-101-6, S. 44–47.